# Fehérfülű papagáj
A fehérfülű papagáj (Pyrrhura leucotis) a madarak osztályának papagájalakúak (Psittaciformes) rendjébe, a papagájfélék (Psittacidae) családjába tartozó faj.

## Rendszerezése
A fajt Heinrich Kuhl német zoológus írta le 1820-ban, a Psittacus nembe Psittacus leucotis néven.

## Alfajai
- Pyrrhura leucotis leucotis (Kuhl, 1820)[2]
- Pyrrhura leucotis emma Salvadori, 1891 – Az új rendszertan faji szinten kezeli, mint venezuelai papagáj (Pyrrhura emma)[3]
- Pyrrhura leucotis griseipectus Salvadori, 1900 – Az új rendszertan faji szinten kezeli, mint szürkebegyű papagáj (Pyrrhura griseipectus)[3]
- Pyrrhura leucotis pfrimeri Miranda-Ribeiro, 1920 – Az új rendszertan faji szinten kezeli, mint Caatinga-papagáj (Pyrrhura pfrimeri)[3]

## Előfordulása
Brazília területén, Bahia és São Paulo államokban honos. Természetes élőhelyei a szubtrópusi vagy trópusi síkvidéki esőerdők és cserjések, valamint másodlagos erdők. Állandó, nem vonuló faj.

## Megjelenése
Testhossza 23 centiméter.
|  |

## Természetvédelmi helyzete
Az elterjedési területe még elég nagy, egyedszáma 2500-9999 példány közötti és csökken. A mezőgazdaság, a fakitermelés és a vadászat veszélyezteti. A Természetvédelmi Világszövetség Vörös listáján sebezhető fajként szerepel.